# Bubanza
Bubanza es una ciudad del noroeste de Burundi. Es la capital de la provincia de Bubanza y de la comuna de Bubanza.
- Datos: Q2020432
- Multimedia: Bubanza / Q2020432